# LMP・ハンガリー緑の党
LMP・ハンガリー緑の党（LMP・ハンガリーみどりのとう、ハンガリー語：LMP – Magyarország Zöld Pártja、Greens）は、ハンガリーの環境主義・政党。2009年設立。2020年に新しい政治の形 (Lehet Más a Politika) から改称された。

## 概要
2009年2月に環境保護団体ヴェードエジュレト（Védegylet）の活動家らを中心にして結成された。政治的立場はリベラル左派で環境保護にも力点を置いており、環境政党の国際組織であるグローバルグリーンズに加盟している。政策として環境保護を主軸に置いている。また政治資金・政策決定過程の透明性確保、機会均等とロマ人・貧困層の社会的統合、地方の振興、規律ある経済と財政政策、民主的で持続可能なヨーロッパの統合推進を政策の柱としている。主な支持層は知識人や青年層、首都ブダペストの住民の他、中道左派政党であるハンガリー社会党の元支持者などである。

## 沿革
結成直後に行われた09年6月の欧州議会議員選挙では人道党と選挙連合を結成、2.61％の得票を得るに留まり議席獲得はできなかったが、2010年4月に行われた総選挙では首都ブダペストを中心に善戦、阻止条項である得票率5％を突破して16議席（政党得票7.48％）を獲得した。しかし10月に行われた統一地方選挙では、ブダペスト市長選挙で擁立した候補が惨敗、県議会議員選挙でもバラニャ県とバーチ・キシュクン県の各1議席に留まる厳しい結果となった。選挙後には結党時からのメンバーで先の地方選挙における首長選挙でLMP公認候補として唯一当選した議員（ハンガリーでは国会議員と地方首長の兼職が認められている）が離党と議員団からの離脱を表明した。
2012年11月に行われた党大会では、2014年総選挙方針としてバイナイ前首相を中心とした左派系政治運動「共に2014年」を含む現在国会で議席を有している政党とは選挙協力を行わない事、過去に首相を務めた政治家が率いる政権には参加しない事などを決定した。この方針に反発した一部議員が党内会派「ハンガリーのための対話」（PMP）を結成して「共に2014年」など他政党とオルバーン政権退陣に向けた対話を続けていく旨の姿勢を示した。そして2013年1月の党大会でも前年11月大会における方針が維持された事を受け、PMPに参加していた議員らはLMPからの離脱と新党結成を表明した。この結果、LMPは分裂、議員数は15名から7名に減少し国民議会において単一政党が議員団を組織するために最低限必要な12名を下回ったため、LMPとしての議員団は消滅する事となった。しかし、国会憲法委員会は同年6月、LMPから5月に提出された再結成申請を認める決定を下した。また議員団結成要件を12名から3名に引き下げ、9月1日付での議員団再結成を許可したことにより、議員団が復活することになった。
2014年4月に行われた議会選挙では議席確保が危ぶまれたが、5.34％の得票を得て阻止条項を僅かに上回り議席確保（5議席）に成功した。続く欧州議会議員選挙でも阻止条項を僅かに上回って1議席を獲得した。当選したメセリチ・タマーシュは欧州緑グループ・欧州自由連盟 (Greens/EFA) に入会した。
2014年の統一地方選挙では、社会民主主義政党の4K!・第四共和国！とブダペストのいくつかの選挙区で選挙協力を行った。ブダペスト市長選挙では公認候補が得票数で4位につけたが、全国での得票数は4年前の前回を5万票下回り、依然として地方への浸透が十分でないことを露呈した。
2018年の総選挙では、新党の「新たなスタート」と選挙協力を行い、得票率7.06%で8議席を得た。選挙後、党内対立が生じ、共同代表のセール・ベルナデットの辞任に発展した。これによって党勢は衰え、翌年の欧州議会議員選挙でも有していた唯一の議席を失った。
2020年、LMP・ハンガリー緑の党に改名した。
2022年４月に行われた議会選挙では、親ＥＵで「打倒オルバン」を掲げる野党連合に参加し、野党連合全体で得票率34.4%で５７議席を得て、LMP単独では5議席を獲得した。
2024年度のブダペスト市長選では、LMPはフィデスとつながりのある候補者、ダーヴィド・ヴィテジを支持したことにより、2024年3月25日に欧州緑の党がLMPとの政治協力を停止すると表明した。
2024年の地方選挙と欧州議会選挙の後、党内の数人の人物が離党した。この結果2025年３月にはLMPの議席数は3議席に減少し、議員団を組織するために必要な5議席を満たなくなった。

## 主要な選挙における党勢推移

### 国民議会選挙
| 選挙       | 得票数   | 得票率 | 議席数   | 備考                 |
| ---------- | -------- | ------ | -------- | -------------------- |
| 2010年選挙 | 383,876  | 7.48%  | 16 / 386 |                      |
| 2014年選挙 | 269,414  | 5.34%  | 5 / 199  |                      |
| 2018年選挙 | 404,429  | 7.06%  | 8 / 199  |                      |
| 2022年選挙 | 1947,331 | 34.44% | 5 / 199  | 野党連合との選挙連合 |

### 欧州議会議員選挙
| 選挙                   | 得票数  | 得票率 | 議席数 | 備考               |
| ---------------------- | ------- | ------ | ------ | ------------------ |
| 2009年欧州議会議員選挙 | 75,522  | 2.61%  | 0 / 22 | 人道党との選挙連合 |
| 2014年欧州議会議員選挙 | 116,904 | 5.04%  | 1 / 21 |                    |
| 2019年欧州議会議員選挙 | 75,498  | 2.18%  | 0 / 21 |                    |
| 2024年欧州議会議員選挙 | 39,646  | 0.87%  | 0 / 21 |                    |

出典：“中東欧・旧ソ連諸国の選挙データ「ハンガリー」選挙結果”